# Necrophagist
Necrophagist var ett tyskt technical death metal-band. Namnet betyder "likätare".

## Historik
Bandet grundades 1992. Samma år spelade de in sin första demo, Requiems of Festered Gore. Den användes bara för att få spelningar, och gavs aldrig ut. 1995, nu med Matthias Holzapfel som andragitarrist, spelade de in sin andra demo, som hette Necrophagist. 
Eftersom resten av bandet lämnade Muhammed Suiçmez strax före inspelningen av det första fullängdsalbumet, var Suiçmez tvungen att spela alla instrument själv. Han använde då en trummaskin. Skivan hette Onset of Putrefaction och släpptes 1999. Den återutgavs 2004 med två bonusspår tagna från den andra demon och hade den här gången riktiga trummor.
Efter ett tag fick bandet äntligen ett stabilt line-up och 2004 släpptes deras andra album, Epitaph.

## Medlemmar
Senaste kända medlemmar
- Muhammed Suiçmez – gitarr, sång, basgitarr, trum-programmering (1992–2010)
- Stefan Fimmers – basgitarr (2003–2010)
- Sami Raatikainen – gitarr (2006–2010)
- Romain Goulon – trummor (2008–2010)

Tidigare medlemmar
- Jochen Bittmann – basgitarr (1992–2001)
- Raphael Kempermann – trummor (1992–1995)
- Jan-Paul Herm – gitarr (1992–1995)
- Daniel Silva – trummor (1995–2003)
- Matthias Holzapfel	– gitarr (1995)
- Slavek Foltyn – trummor (2000–2001)
- Mario Petrović – gitarr (2000–2001)
- Julian Laroche – basgitarr (2001–2003)
- Björn Vollmer – gitarr (2001–2002)
- Christian Münzner – gitarr (2002–2006)
- Heiko Linzert – basgitarr (2003)
- Hannes Grossmann – trummor (2003–2007)
- Marco Minnemann – trummor (2007–2008)

## Diskografi
Demo
- 1992 – Requiems of Festered Gore
- 1995 – Necrophagist

Studioalbum
- 1999 – Onset of Putrefication
- 2004 – Epitaph